# Mikołaj Franciszek Krosnowski
Mikołaj Franciszek Krosnowski herbu Junosza – wojewoda czernihowski w 1718 roku, podkomorzy lwowski w latach 1698–1717, stolnik lwowski w latach 1682–1702, sędzia kapturowy ziemi lwowskiej w 1696 roku. 
Poseł sejmiku generalnego województwa ruskiego na sejm konwokacyjny 1696 roku. Po zerwanym sejmie konwokacyjnym 1696 roku przystąpił 28 września 1696 roku do konfederacji generalnej. Poseł na sejm 1703 roku z ziemi lwowskiej. Był członkiem konfederacji sandomierskiej 1704 roku.
Był marszałkiem sejmików województwa ruskiego w 1702 i 1709  roku.
Był elektorem Augusta II Mocnego z ziemi lwowskiej i przemyskiej w 1697 roku.